# Mk.V (лёгкий танк)
Light Tank Mk.V — опытный британский лёгкий (в соответствии с советской классификацией — малый) пулемётный танк межвоенного периода. Был выпущен малой серией в 22 единицы.
Light Tank Mk.V имел компоновку с расположением моторного отделения сзади, трансмиссионного отделения и отделения управления спереди и боевого отделения в центральной части корпуса. Экипаж машины составляли 3 человека — механик-водитель, стрелок и командир. Вооружение машины состояло из одного 7,71-мм и одного 12,7-мм пулеметов Виккерс, размещённых в башне.
Гусеничная ходовая часть танка, применительно к одному борту, состояла из четырёх сблокированных попарно опорных катков, одного поддерживающего катка и ведущего колеса переднего расположения. Подвеска — системы Хорстманна, на винтовых цилиндрических пружинах, сблокированная попарно — «фирменная» для машин разработки фирмы Виккерс-Армстронг. Гусеничные ленты — металлические мелкозвенчатые, с шириной трака 241 мм.
Бронирование 5-14 мм.
Один танк поступил в 1-ю танковую дивизию, два во 2-ю, остальные в 7-ю. Сведений об их судьбе нет. На 1942 год в 7-й танковой дивизии оставалось ещё 2 танка. До настоящих дней ни одного экземпляра танка не сохранилось.